# Acyrthosiphon auriculae
Acyrthosiphon auriculae är en insektsart som beskrevs av Martin 1981. Acyrthosiphon auriculae ingår i släktet Acyrthosiphon och familjen långrörsbladlöss. Inga underarter finns listade i Catalogue of Life.